# Distrito de Sincos

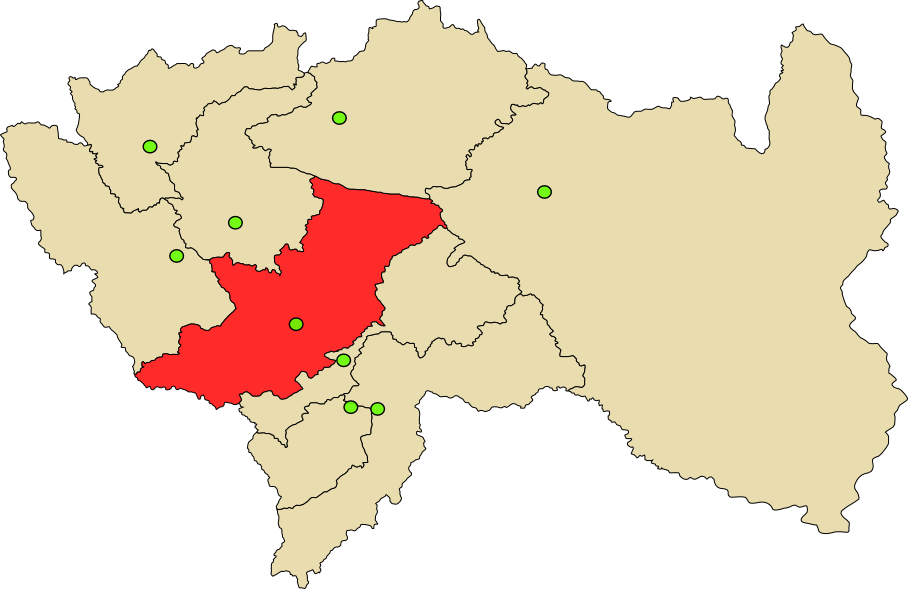
Provincia de Jauja en el Departamento de Junín

El Distrito de Sincos es uno de los treinta y cuatro distritos de la Provincia de Jauja, ubicada en el Departamento de Junín, bajo la administración del Gobierno Regional de Junín, Perú.
Dentro de la división eclesiástica de la Iglesia Católica del Perú, pertenece a la Vicaría IV de la Arquidiócesis de Huancayo

## Historia
El 22 de enero de 1602 se crea el cabildo de Santa Ana de Sincos, como distrito político fue creado por Ley del 16 de noviembre de 1864, en el gobierno del Presidente Juan Antonio Pezet.

## Geografía
El distrito de Sincos abarca una superficie de 236,74 km² y se encuentra a 3 500 m. s. n. m.

## Símbolos
El distrito de Sincos, cuenta con una bandera que lo identifica, es de tres colores naturales e inconfundibles. El color azul cielo que significa el firmamento claro y sereno de nuestra serranía, que cobija a nuestro pueblo y a sus comunidades. Verde vegetación, cuya predominancia es el color de nuestro valle por sus árboles coposos, las sementeras cultivadas y los forrajes frescos. Marrón tierra, cuyo significado es el color de nuestros suelos húmedos y fértiles en toda su extensión territorial, en el valle, en las quebradas y en la altura, bendecidos para la agricultura. 
Su simbología se detalla de la siguiente manera:
En la parte central de la bandera se encuentra una figura ovoide cuyo contenido expresa el espíritu del sinqueño, en ella vemos al lado izquierdo al águila el rey de las aves que vuela majestuoso en el cielo de Sincos, se caracteriza por su gran visibilidad y por dominar las alturas, cuando ve en peligro a los suyos (crías) se enfrenta hasta el punto de entregar su propia vida, y por esta razón los primeros habitantes de Sincos lo tomaron como ejemplo por su gran valor y valentía al enfrentarse al contrincante. Encontramos también la figura del sol radiante, el Dios de nuestros antepasados, fuente de vida y energía para todo ser viviente, simboliza el nacimiento diario de nuestro pueblo lleno de vigor y esperanza. En el lado derecho del ovoide sobre las cumbres nevadas de nuestros andes, enmarcado entre gloriosos laureles se retrata el rostro del gran mariscal Andrés Avelino Cáceres Dorregaray, símbolo de resistencia y perseverancia, organizó y condujo el comité de defensa del Perú contra la invasión de los chilenos en la campaña de la Breña, en ella participaron también pobladores sinqueños entregando su vida en favor de la libertad de nuestro país.
En el primer círculo de color celeste hielo, ubicado en la parte superior izquierda de la bandera se representa a la vivienda de piedra de los primeros pobladores de Sincos (Los Chincus), vestigios encontrados de chullpas en Marca, Ichupatac y Mugumarca revelan su existencia e importancia, lugares donde nace nuestra cultura y tradiciones que aún permanecen a través del tiempo.
En el segundo círculo de color verde pastel, ubicado en la parte inferior izquierda de la bandera se representa a las herramientas que utilizaron los primeros pobladores sinqueños, como la chaquitaclla y espátulas, instrumentos que forjaron su desarrollo en el campo de la agricultura.
En el tercer círculo de color rojo ladrillo, ubicado en la parte superior derecha de la bandera se representa al primer templo de Sincos un monumento cultural de alto valor turístico, dejado por los conquistadores españoles junto con nuestra fe católica, dicho templo cobijó por más de 300 años a las imágenes de nuestros santos patrones que, aún hoy veneramos, santa Ana de Sincos, san Roque y otras de nuestra devoción como la Virgen Purísima.
En el cuarto círculo de color anaranjado pastel, ubicado en la parte inferior derecha de la bandera, se representa a las herramientas utilizados por los sinqueños en la época republicana, utilizadas en sus labores agrícolas, ahí vemos la evolución de sus herramientas desde el arado, el pico y la pala, hasta el moderno tractor de gran utilidad en nuestros días. Hay que saber que fueron los sinqueños unos de los primeros en todo el valle del Mantaro quienes utilizaron el tractor para arar sus tierras.
Pendón creado bajo concurso, en junio de 1998 cuya organización estuvo a cargo de la casa de la cultura de Sincos presidida por el profesor Oswaldo Castro Parra, con el aval y auspicio de la municipalidad distrital de Sincos cuando el alcalde era el profesor Ciro Araujo Yachi. La autora de esta bandera fue la entonces niña Margareth Edith Mucha Castro quien compitió entre varios participantes quedando en primer lugar según el jurado compuesto por honorables miembros de la casa de la cultura de Huancayo; tal es así que, la bandera de Sincos se izó por primera vez el 16 de agosto de 1998, fecha de su proclamación, en la plaza de armas de Sincos ante la presencia de sus pobladores, autoridades civiles y militares. La bandera de Sincos se respalda en la resolución de alcaldía N.º 143-20016-A/MDS la misma que fue dada también para la bandera de la paz que también fue ganadora el mismo año por la niña Carmen Sandoval Cárdenas.
El escudo se crea a partir de la necesidad de agrupar todos los elementos gráficos de la bandera, para una mejor exhibición de los símbolos, en los estandartes de la municipalidad, gobernación, comisaría, entre otros estamentos públicos de nuestro distrito y comunidades, el orden de los dibujos es relativo a la secuencia en que están ubicados en la misma bandera; el diseño en general se visualiza desde un concepto artístico sin alejarse de su principal objetivo que es reseñar la historia y valores de nuestro querido pueblo, en cuanto a la forma es un escudo de armas clásico (Heráldica) de borde dorado brillante y limpio cuyo significado es de nobleza, el esplendor, la prosperidad, la sabiduría, la magnanimidad, la constancia, la riqueza, el poder y la luz; en cuanto a la presencia de las cinco estrellas que coronan al escudo, refuerzan el simbolismo de todo lo anterior descrito por su color dorado, y fundamentalmente representa la calidad y la excelencia de los sinqueños en todo ámbito de vida, desde lo humano y personal, hasta la esfera social, religioso, deportivo, productivo y cultural.
En la orla que adorna la parte inferior del escudo se lee: “POR UN MISMO CAMINO” que también es extraído de la bandera original y que expresa nuestra unidad y la visión de un mismo progreso para nuestro pueblo y sus comunidades. La orla también tiene los colores de la bandera pero bordeado en amarillo dorado para distinguirla de su fondo.

## Hitos urbanos
La localidad de Sincos es un pintoresco pueblo andino del Perú, con rezagos de su cultura y tradiciones, situado en el distrito de Sincos de la provincia de Jauja en el departamento de Junín. Está compuesto por cuatro cuarteles, es característico sus calles angostas, casas de adobe y tapia, con techos de tejas, y encima de ello algunos llevan elementos ceremoniales como representaciones en arcilla de toros, leones y otros.

## Toponimia
Una de las versiones más aceptadas que hemos tenido la oportunidad de encontrar es la de Jesús Sánchez Maraví y publicada en el libro "Sabor de Pueblo":
"...teniendo en cuenta que la generalidad de los pueblos de América conservan su denominación primitiva, tal vez con alguna deformación en su escritura y pronunciación, en consecuencia Sincos no podría ser una excepción y de ninguna manera deriva del castellano cinco; su verdadera acepción etimológica proviene el vocablo quechua "TINKU". Conforme a la palabra autorizada del Kechwista César Guardia Majorca, demuestro que la denominación Sincos y la de cada uno de sus lugares tiene su origen en la lengua quechua, además están ligados íntimamente a su formación geológica.
TINKU, en quechua, quiere decir unión de ríos o de aguas; como dije en el capítulo anterior,  las agitas temporales procedentes de las descargas atmosféricas que corrían por las abras de Wiska, Yuchaca y Wancachurko se encontrarían  todas juntas en una  explanada, encuentro que precisamente se denominó tinku, corrobora a esta afirmación las siguientes denominaciones:
SINCOSPATA, proviene de Tinkus y Pata, pata que en quechua quiere decir lugar alto, cima, andén, entonces, tinkuspata querrá decir de lugar alto donde se ve la unión de los ríos o tinkus.
SINCOSGUATA, palabra compuesta de los vocablos tinkus y wata que significa año, luego tinkuswata querrá decir conjunción de aguas anuales o lugar donde anualmente se juntan las aguas o ríos. Con lo que queda plenamente demostrado que Sincos proviene de TINKU y no de CINCO, porque si derivamos de cinco al decir cincosguata admitiendo su composición entre una palabra castellana y otra quechua diríamos cinco, años; pero ¿a qué se refiere? o cinco patas y ¿donde están?.
Al llegar los españoles la palabra tinku se degeneró tanto en su pronunciación como en su escritura, durante la colonia su pronunciación fue el de Zincos o Cincos y se escribió unas veces con S y otras con C; pero es a partir del 16 de noviembre de 1864 que se escribe SINCOS, obligadamente con S. (Sánchez: 1964)
También según referencias recogidas por los "antiguos" (personas de la 3.ª edad) y con ayuda del Sr. Ruperto Sosa Flores, refiere que antiguamente ahí existió un pueblo llamado "Los Tinkos", es decir fueron los primeros pobladores que radicaron en dicho lugar y cuyos vestigios se encontraban en las alturas del actual pueblo.

## Autoridades

### Municipales
- 2019 - 2022[2]
  - Alcalde: José Luis Parra Salazar, del Movimiento Regional Sierra y Selva Contigo Junín.
  - Regidores:

  1. Ernesto Leonardo Casas Samaniego (Movimiento Regional Sierra y Selva Contigo Junín)
  2. Severiana Martina Cabrera Ninahuanca (Movimiento Regional Sierra y Selva Contigo Junín)
  3. Marín Oswaldo Correa Chuquillanqui (Movimiento Regional Sierra y Selva Contigo Junín)
  4. Ana Luz Vilca Huaylinos (Movimiento Regional Sierra y Selva Contigo Junín)
  5. Rossli Noemí Yupanqui Castillo (Junín Sostenible con su Gente)

Alcaldes anteriores
- 2015 - 2018:[3] César Cerrón Vílchez,  Movimiento Junín Emprendedores Rumbo al 21 (JER21).
- 2011 - 2014:[4][5] Ana María Ninahuanca Osores, Movimiento político regional Perú Libre (PL).
- 2007-2010: Eufracio Hilario Lázaro Tacza.

### Policiales
- Comisaría de Jauja
  - Comisario: Cmdte. PNP. Edson Hernán Cerrón Lazo.[6]

## Economía
El pueblo está rodeado de campos agrícolas de maíz, papas y praderas, así mismo de pequeños bosques de quinuales y eucaliptos. Es propicia para observar las construcciones de sus viviendas, las actividades cotidianas de sus habitantes como en la agricultura y ganadería.
También existe una pequeña planta lechera donde se pueden adquirir quesos, leche, yogur entre otros derivados lácteos.

## Festividades y tradiciones
Entre sus fiestas más representativas están: la fiesta de carnavales en los meses de enero y febrero donde se realiza el tradicional cortamonte, la fiesta de Cruces en el mes de mayo y otras como los viejitos, los negritos o chacranegros, Santiago. 
La fiesta patronal más importante es la de San Roque, fiesta que inicia el 15 de agosto en la Plaza principal y donde se puede apreciar los castillos y danzas, el día 16 es el día principal ya que se realiza la tan esperaba "feria" donde no tan solo se puede apreciar el arte de los sinqueños, sino que se puede digustar de los ricos panes, lechones, chicha de jora, helados artesanales, miel de abeja procesada en el mismo pueblo, comidas típicas como el cuy colorado, pachamanca, yuyo, trucha, tamalitos, etc. La fiesta concluye el día 19 y entre esos días se realizan diversas actividades como campeonatos de fútbol, corrida de toros, caballos de paso, concurso de danzas, peleas de gallos, fiestas sociales, entre otros.